# تپه علی (نهاوند)
تپه علی یک منطقهٔ مسکونی در ایران است که در دهستان سلگی واقع شده‌است. تپه علی ۱۴۵ نفر جمعیت دارد.